# Добравац (тепчија)
Добравац или Добравец је био српски племић са титулом тепчије из Хумске земље.

## Биографија
Добравац се помиње у документу из 1280. године када је служио кнегињу Хума (Moysa serviens Dobraveçi tepçi domine comitisse de Chelmo). Био је монах или помоћник Мојше која је две робиње продала Дубровнику 1280. године. Иако се овлашћења Добравца не могу утврдити из наведеног цитата, он није био велики тепчија, односно није служио српског краља Драгутина директно. Његова канцеларија била је ограничена на Хумску земљу. Тепчија је имао извршну власт. Његови отроци били су слуге, али не и робови.